# Cordage (bateau)
Pour les articles homonymes, voir Cordage.

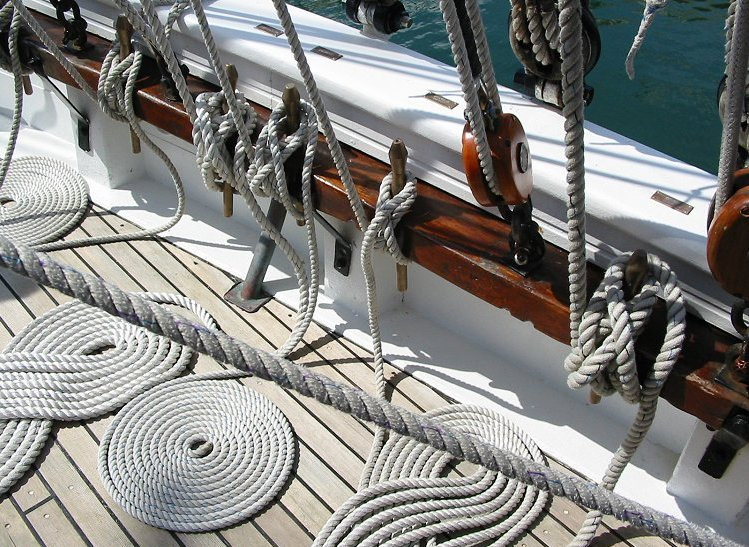
Alignement de cordages sur le Mutin.

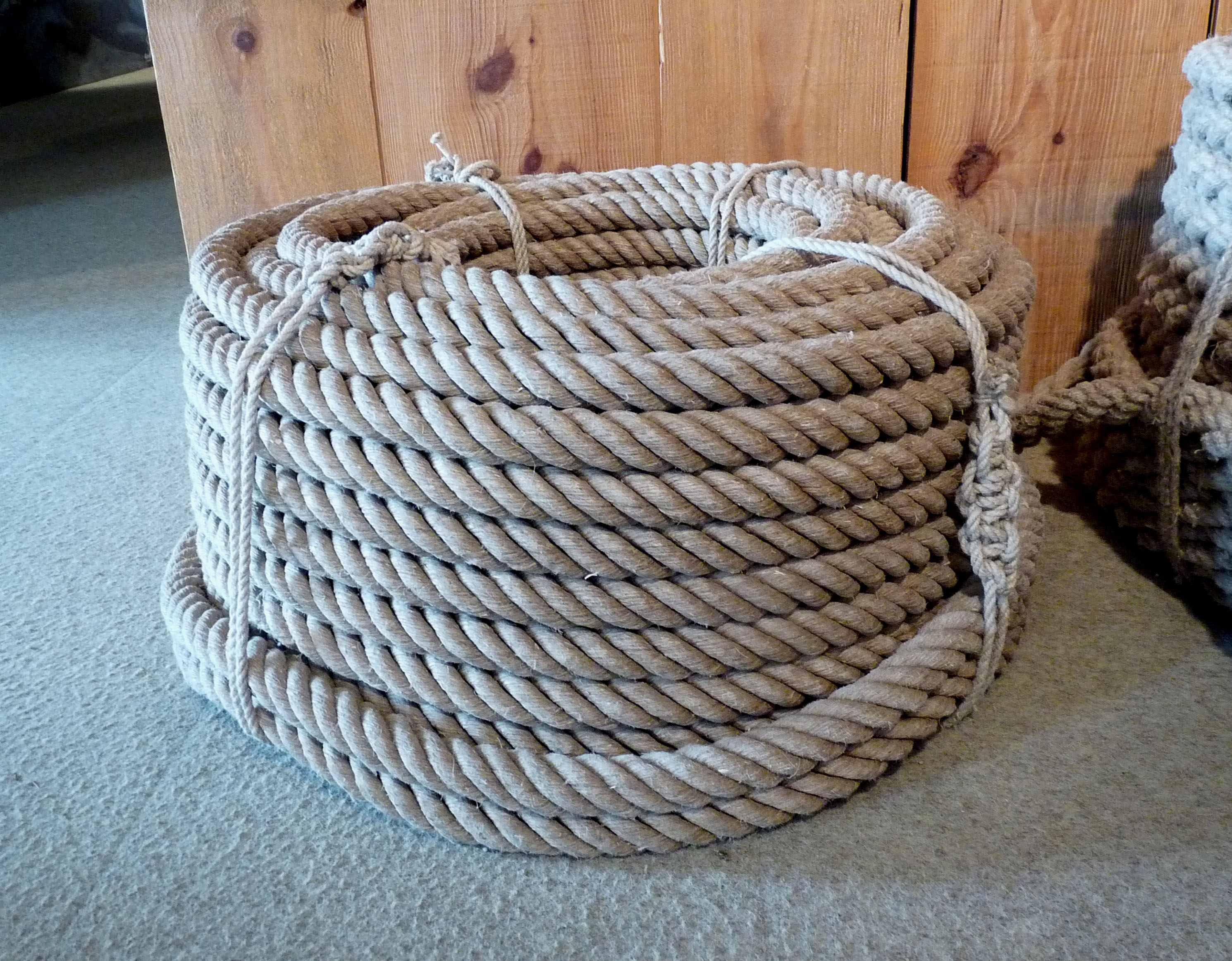
Cordage en chanvre (4 torons avec âme, 150 m, diamètre 40 mm).

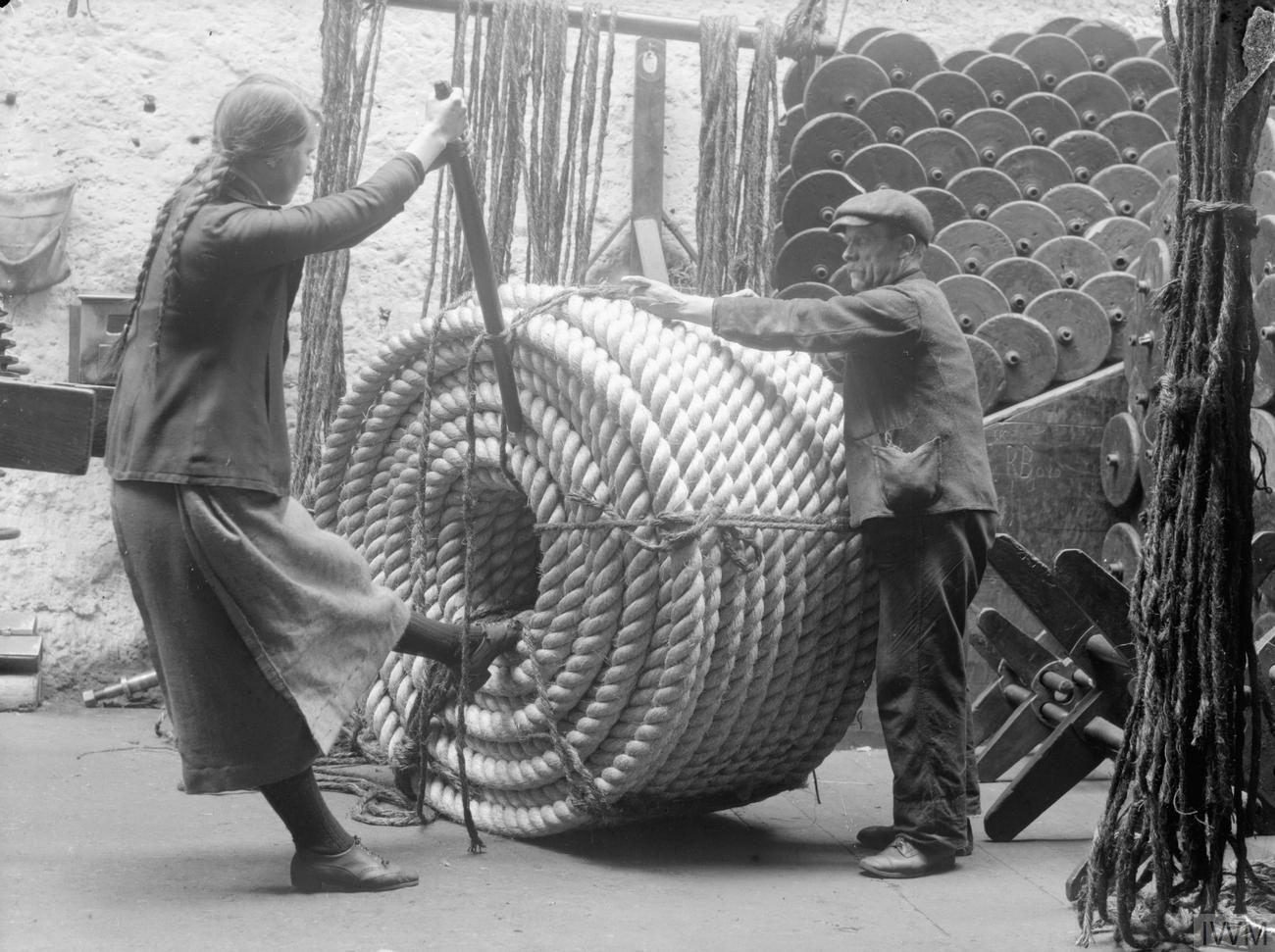
Cordage prêt à être livré. Écosse. 1918

Un cordage est un terme générique de marine désignant les filins qui sont utilisés pour les manœuvres des bateaux, tels que : grelins, amarres, drisses, écoutes, haubans. Dans la marine à voile ancienne, certains cordages, surtout les manœuvres dormantes, étaient goudronnés.

## Usage du mot
La première attestation de cordage, dans le sens de corde robuste, date de 1358. Le terme provient du latin chorda, au multiple sens de boyau (tripes), corde d'instrument de musique, ficelle ou filin, voire corde résultant du tressage de divers filins. Le cordage, le plus souvent en matière végétale ou métallique, sert au gréement des navires, et, par extension, à la manœuvre des machines embarquées. Sur les galères, le mot dérivé de l’occitan gordin, apparenté à vieux chorda se prononçait en français gourdin.
Depuis plusieurs siècles, la tradition veut que, sur un navire, il n'y ait guère qu'une seule « corde », celle de la cloche de quart, ou mieux de la clochette, nommée dans ce registre,,. Le lexique maritime, adapté à une tâche précise, distingue chaque cordage en fonction de son utilisation : grelin, amarre, attache, filin, garcette, drisse, écoute, hauban... Le mot générique actuellement plus fréquemment utilisé, est celui de « bout », avec prononciation du "t" final.
Le mot corde, évoquant la corde utilisée pour pendre les mutins, n'était toutefois pas tabou dans la marine, et était utilisé pour les cordages situés à l'extérieur du bateau. Il en était ainsi des « défenses de cordes », amas de cordage utilisés en guise de pare-battage, ou des « cordes de retenue », utilisées lors du chargement de la cargaison. « Fuir à mâts et à cordes » (lorsqu'on se met en fuite, "à sec de toile"), avec la pression du vent portant seulement sur les mâts et le gréement, est elle aussi une expression attestée depuis le XIXe siècle.

## Fabrication des cordages

### À l'époque de la marine à voile,XVIIIe–XIXesiècles
À la grande époque de la marine à voile, chaque navire réclame une grande quantité de cordage, de toutes natures. Un vaisseau de 74 canon va ainsi emporter près de 84 tonnes de cordages,.

#### La corderie

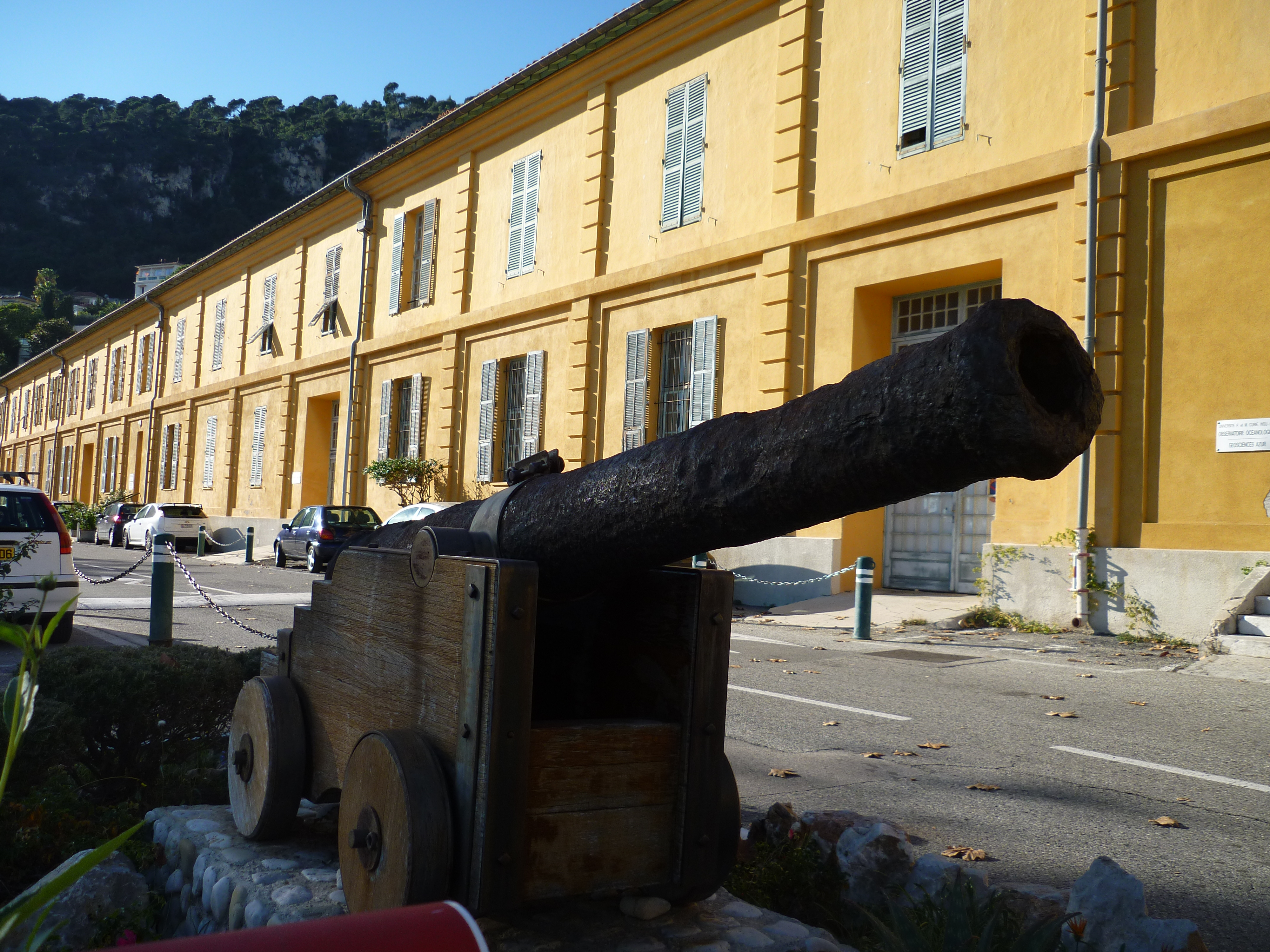
La corderie de la Darse de Villefranche-sur-Mer, 1772

Les cordages nécessaires pour la marine royale sont fabriqués dans des bâtiments spécialement conçus, les corderies. Chaque arsenal comprend une corderie.
Pour la marine marchande, des cordiers assurent la fabrication. Il n'y a pas de normalisation des productions.

#### La matière première
Au cours du temps, de nombreuses matières ont été utilisées pour réaliser les cordages nécessaires à la mise en œuvre d'une embarcation. En premier lieu, des matières d'origine animale, comme du cuir, du crin, des tendons ou des boyaux. En second lieu des matières végétales choisies parmi les espèces présentant des fibres longues. Selon les pays, ces matières végétales ont varié (par exemple, le sisal, le coton, la fibre de coco, le chanvre).
En Europe, le chanvre va devenir la principale fibre utilisée pour confectionner les cordages, de par sa facilité de culture et, surtout, son prix modique. Les fibres de chanvre atteignent une longueur de 60 à 80 centimètres et se prêtent bien à la fabrication de fil.
Le chanvre arrive sur les lieux de fabrication des cordages en ballots de fibre, après avoir été préparé localement. Duhamel du Monceau, dans son traité sur la confection des cordages, donne des appréciations sur les qualités et les défauts des chanvres de différentes origines.

#### La préparation du fil de base

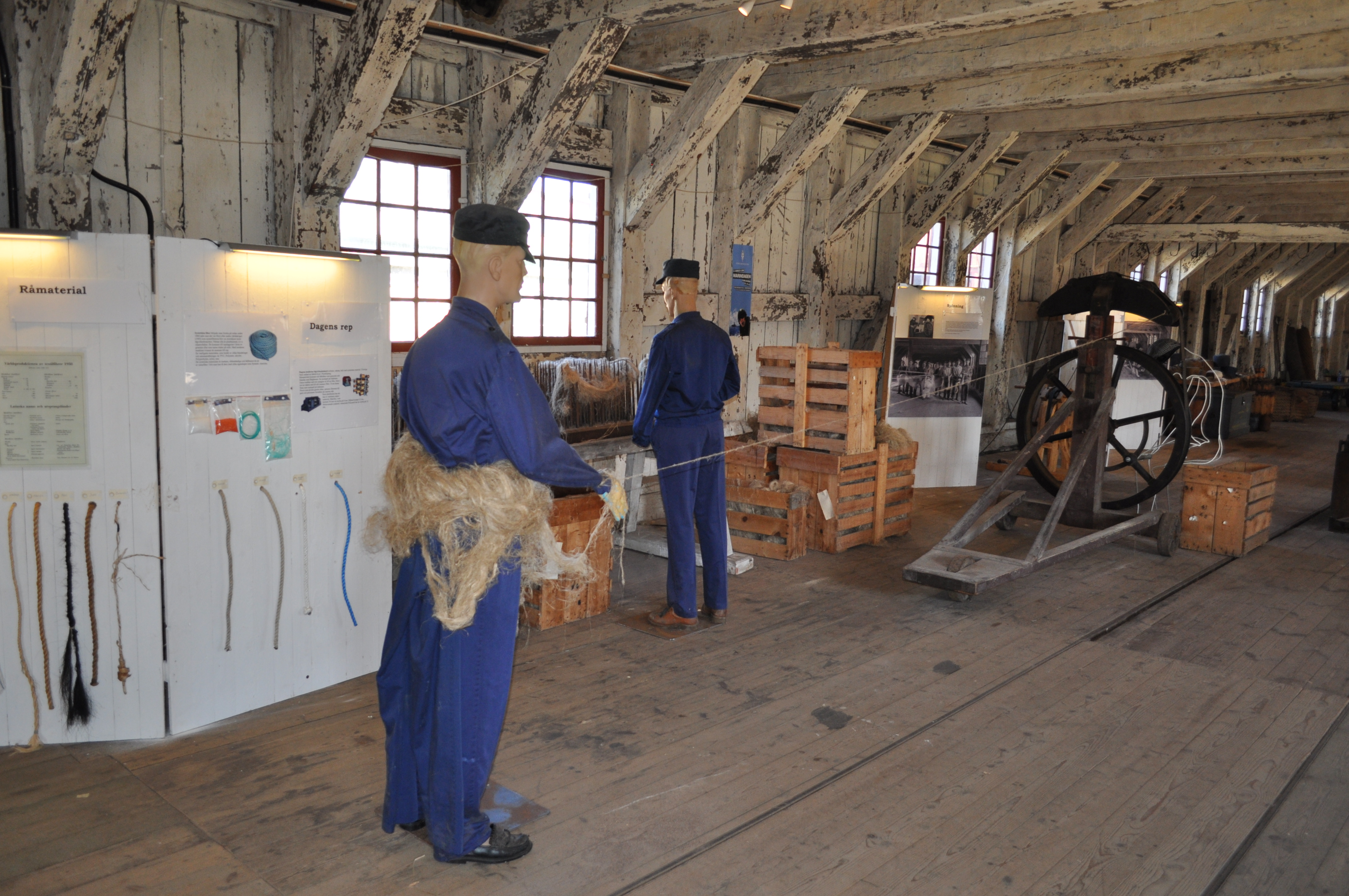
Reconstitution de filage du chanvre à la corderie de Karlskrona.

Le produit de base est le « fil de carret ». Certains gros cordages comprendront plus de 2 000 fils de carret. Le fil est produit à partir de fibres, d'une manière similaire à celle utilisée dans la confection d'un fil de laine.
Pour les cordages, il y a, en gros, deux méthodes principales. La première fait appel à une quenouille, la seconde voit le fileur porter autour de la taille la masse de fibres qu'il va mettre en forme. C'est cette seconde méthode qui est illustrée dans l'image ci-contre.
- Caractéristiques.
- Fabrication.

Le fil créé est enroulé autour d'un dispositif qui va lui donner son nom, le carret.

#### La fabrication proprement dite du cordage

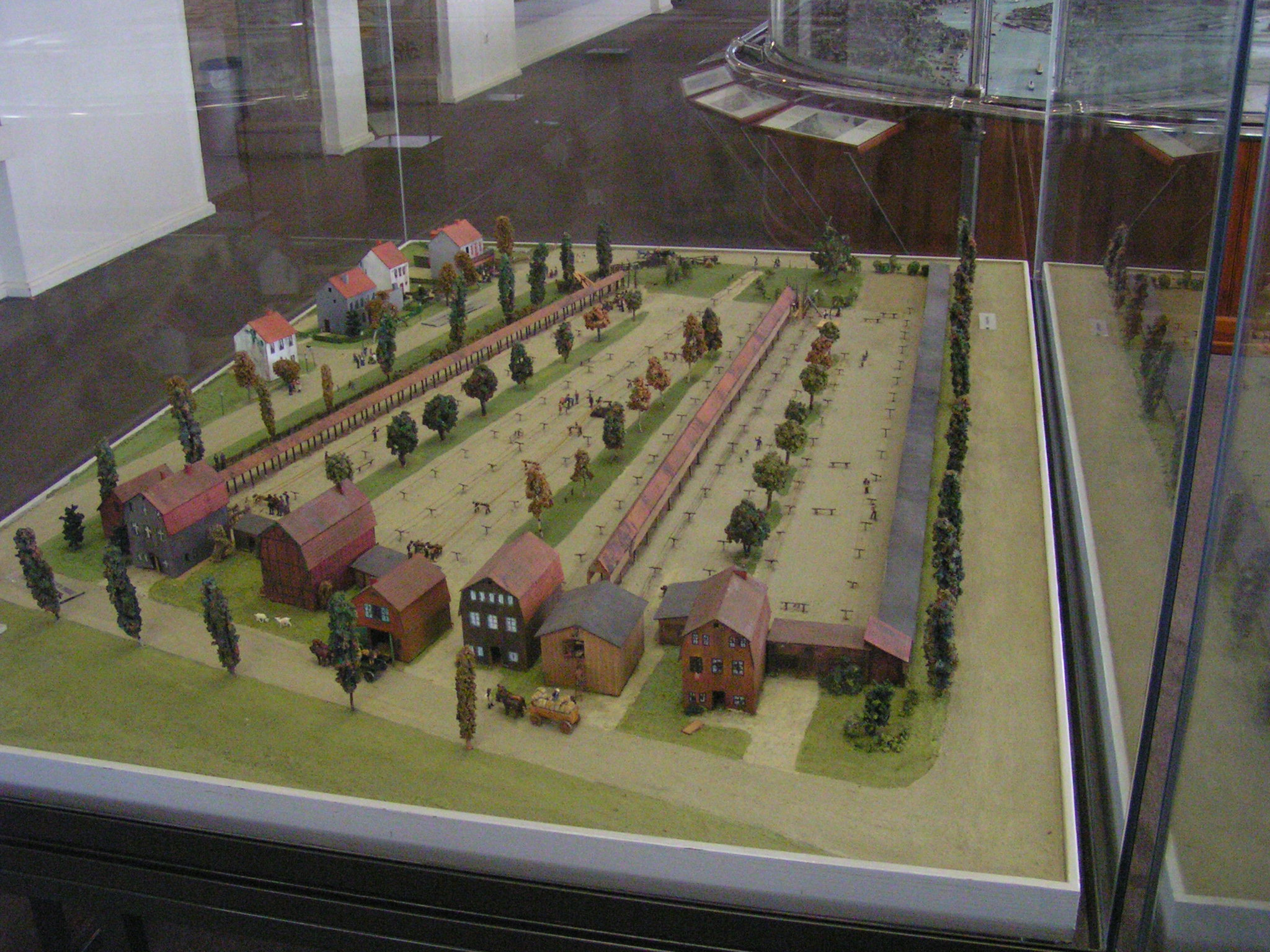
Maquette d'une corderie au Hamburgmuseum. Noter la possibilité de travailler à l'air libre.

##### Le matériel
La matière première du cordage à fabriquer sont les fils de carret. Selon le type de cordage recherché, on utilisera plus ou moins de fils.
La longueur "normale" d'un cordage est de 200 mètres environ. C'est ce que l'on appelle une encablure. Cela va entrainer le recours à des bâtiments d'une longueur correspondante, comme la Corderie royale de Rochefort. Mais on peut trouver des corderies fonctionnant en plein air, comme celle dont une maquette est présentée au Hamburgmuseum.
La fabrication proprement dite, qui recourt à la torsion des fils, n'est pas faite à la main mais demande des appareils assurant une torsion plus puissante.
- Détail des appareils utilisés (XVIIIe – XIXe siècle)

Détail des appareils utilisés (XVIIIe – XIX)
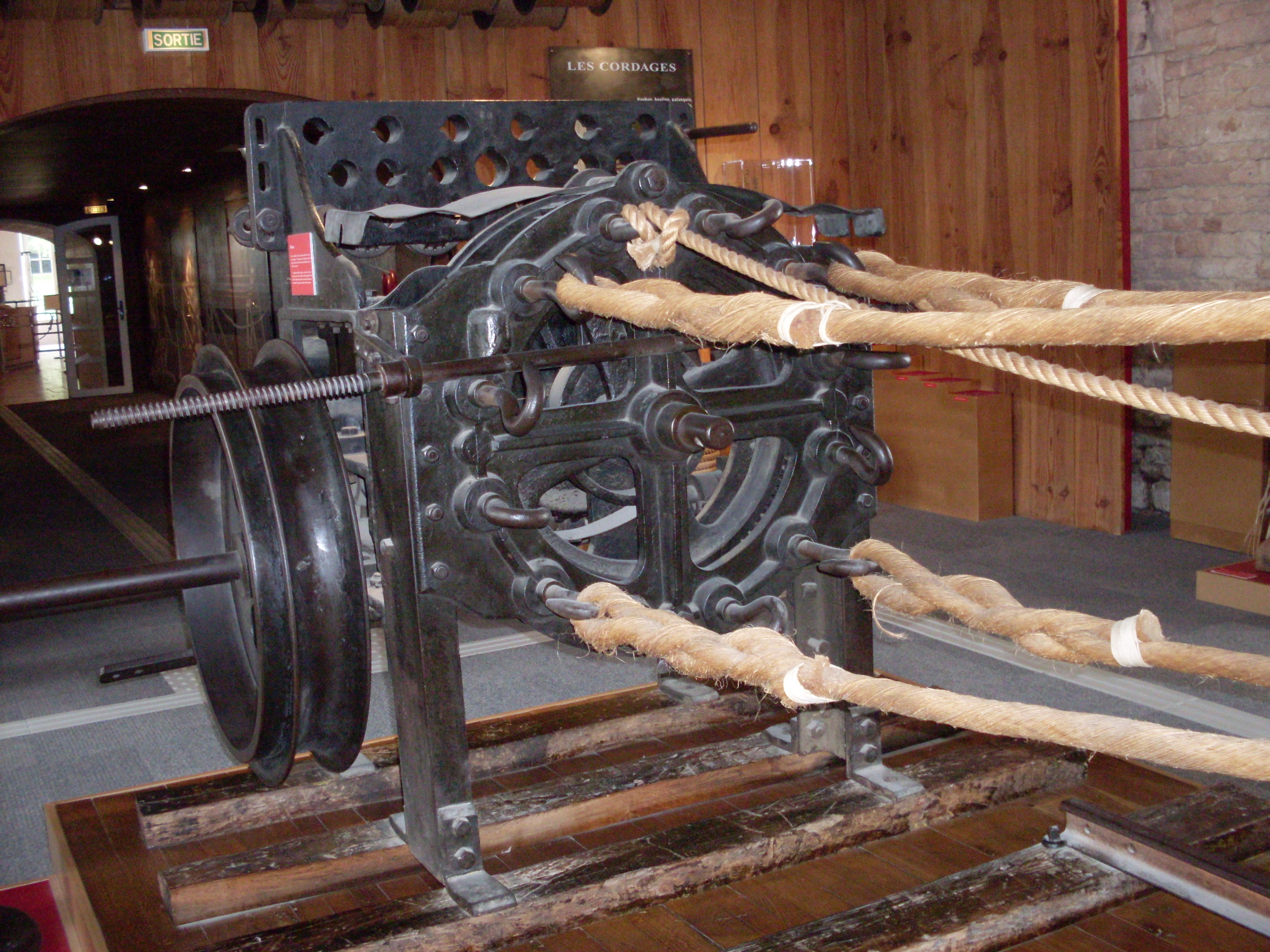
La toronneuse qui va assurer la torsion de 12 torons pour réaliser un cordage (Corderie Royale de Rochefort).
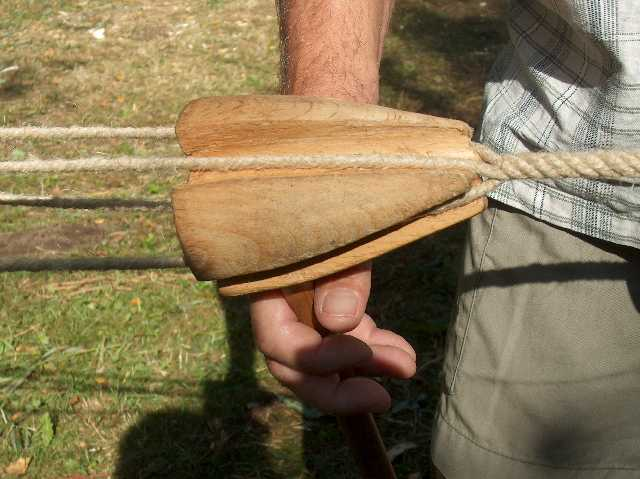
Le « toupin » (ou « cochoir »)[9] dont le rôle est d'assurer la régularité de la présentation des torons qui vont former le cordage.
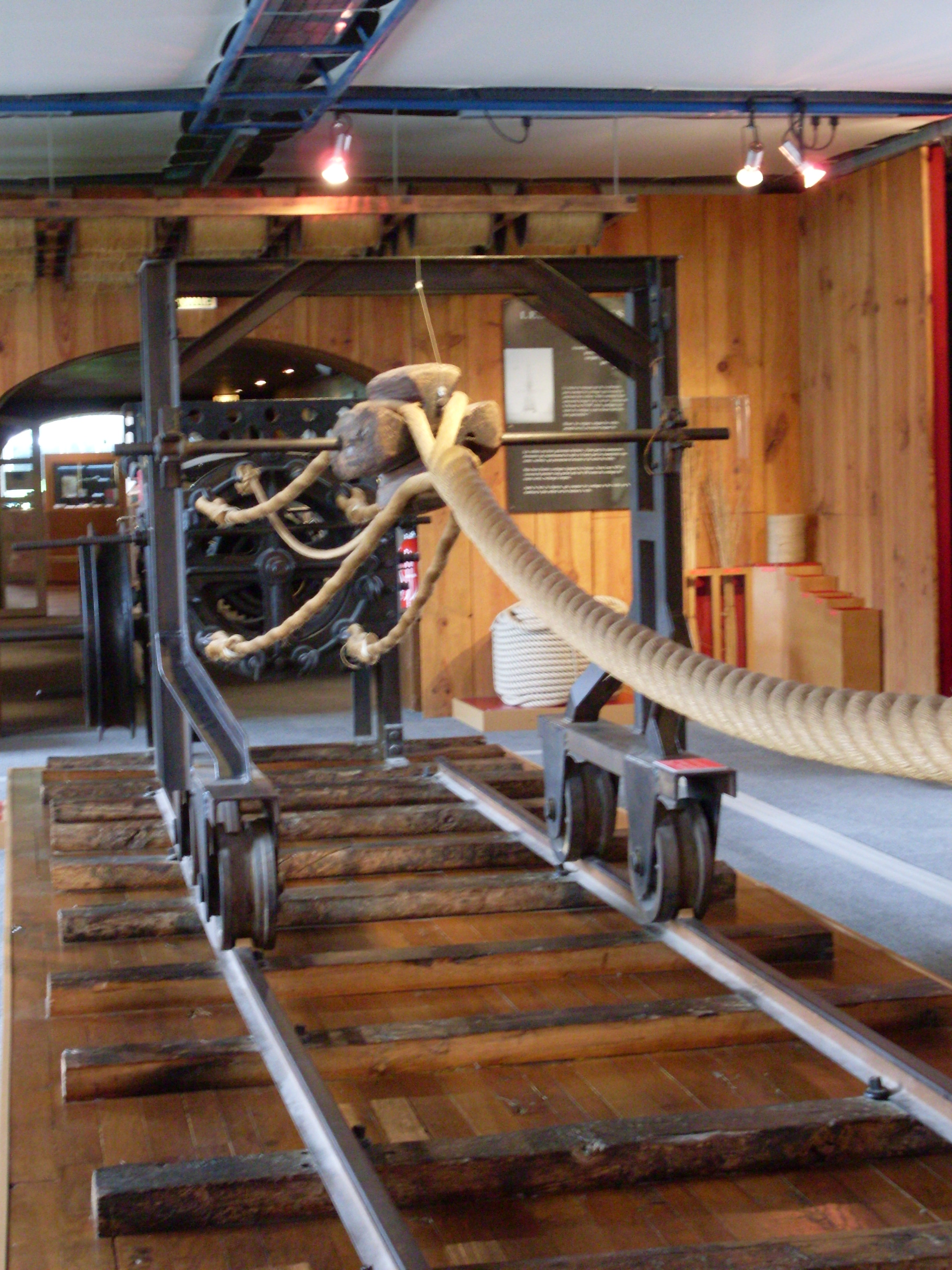
Vue générale de l'appareillage, avec l'un des supports rendus nécessaires par la grande longueur du cordage (Corderie Royale de Rochefort).

##### Les hommes
La fabrication est effectuée sous la direction d'un maître-cordier, dont l'expérience permet de vérifier les différents paramètres comme la vitesse de rotation de l'appareil qui va assurer la torsion des brins.
Il est assisté d'un « maitre de roue », fileur expérimenté dont le travail consiste à manœuvrer le rouet qui va faire tourner les crochets sur lesquels sont attachés les brins. Il est assisté d'autres fileurs dont l'un surveille la progression du toupin, d'autres placent des chevalets pour soutenir le cordage en cours de fabrication.

##### La technique
Le commettage, est l'action qui consiste à créer le cordage, en enroulant ensemble et sur eux-mêmes 3, parfois 4, brins, dans le sens inverse de l'enroulement de chacun des brins. Le « brin » pouvant être un Fil de caret, un toron ou une aussière.
Le commettage a pour conséquence de diminuer la longueur du cordage par rapport à la longueur initiale de ses constituants. Cette diminution peut varier. Elle a une incidence sur la résistance du produit fini. En règle générale, un cordage est « commis au tiers » ou « commis entre le quart et le tiers ».

#### Utilisation des cordages

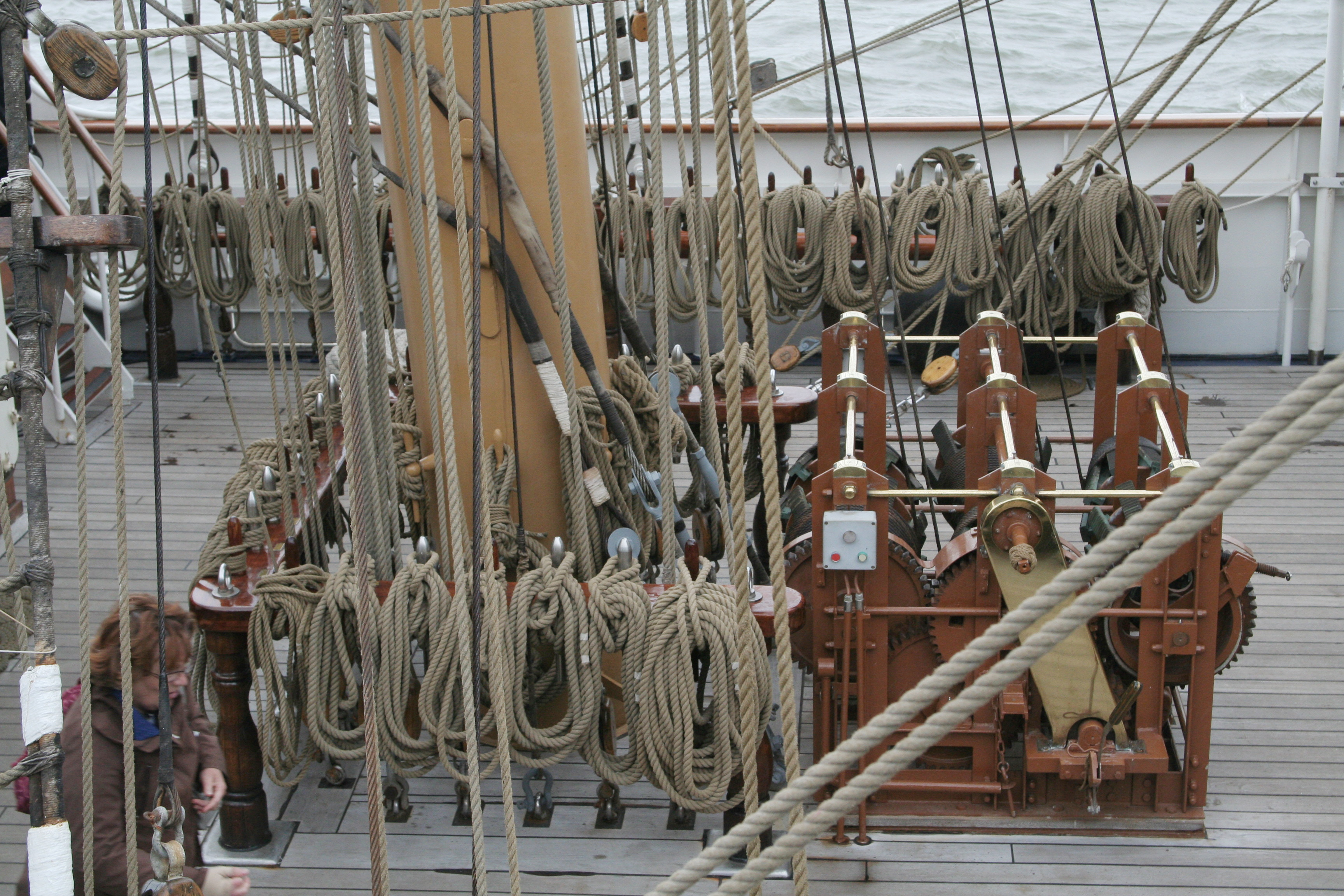
Une partie des cordages d'un vieux gréement (2008).

Il est aussi à noter que les cordages fabriqués pour les navires du roi de France portent une marque distinctive pour éviter qu'ils ne se retrouvent sur des navires marchands. L'usage est de laisser un fil blanc, si le cordage est goudronné, ou un fil noir si le cordage n'est pas goudronné.

### À l'époque actuelle

#### Matériaux utilisés

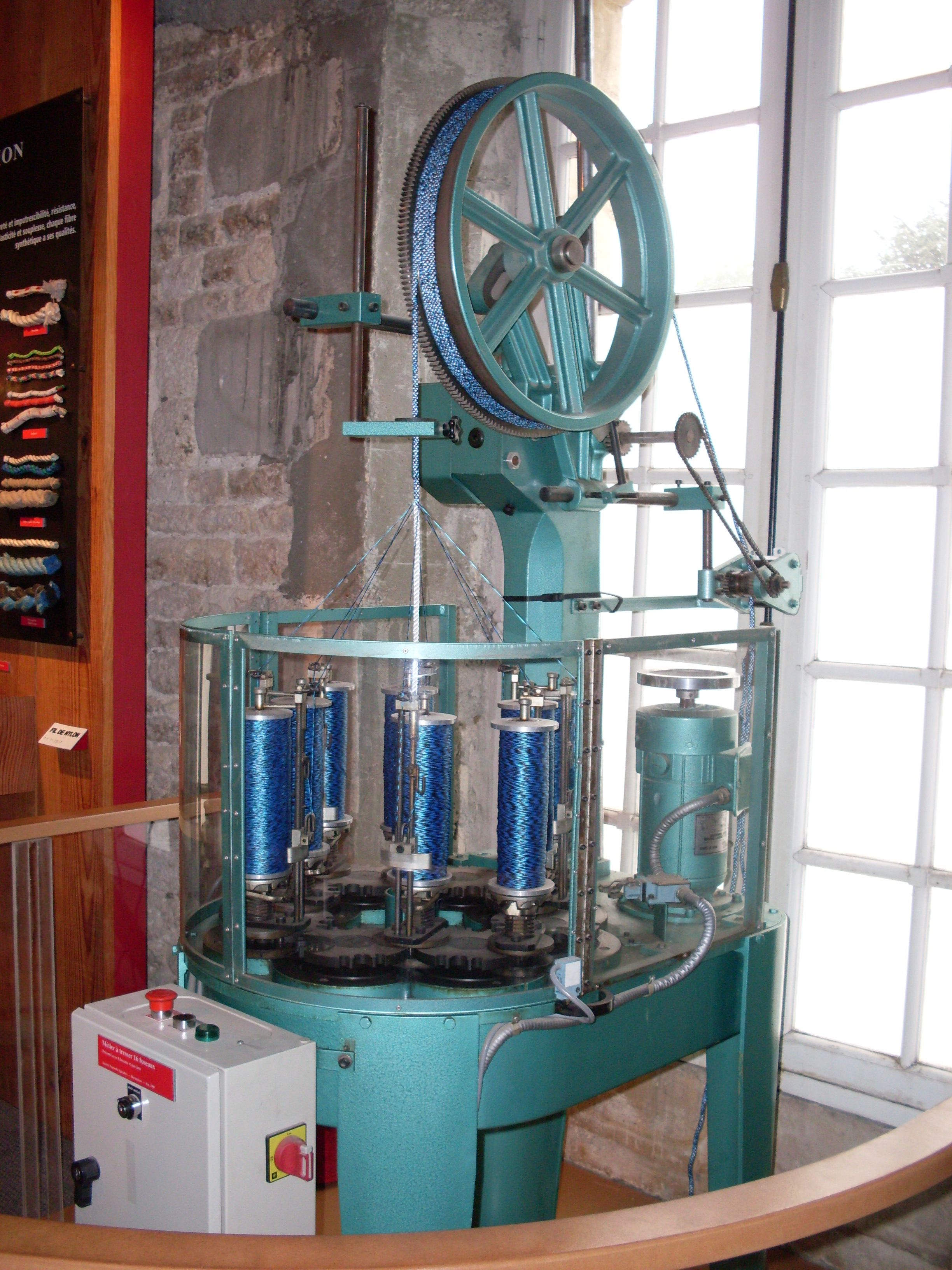
Machine à tresser des cordages en fibres synthétiques. Ce modèle utilise 16 fuseaux.

Les câbles de chanvre ou de chanvre de Manille sont remplacés au XIXe siècle par des câbles en fil de fer puis en acier. Les câbles en fil de fer galvanisé pour manœuvres dormantes des navires présentent de nombreux avantages, comparé au chanvre : ce matériau ne nécessite pas de décapage ou de réaménagement que le chanvre impose chaque année ; une fois installé, il évite les problèmes causés par l'étirement et par le rétrécissement du chanvre. Ces câbles ne sont pas affectés par les changements atmosphériques, et par conséquent, ne s'allongent pas et ne rétrécissent pas par temps sec ou humide, ce qui évite la nécessité de remplacements. Sa légèreté extrême (deux tiers du poids du chanvre : une corde de chanvre de Manille d'1 pouce d'épaisseur et de 1 000 pieds de long, pèse environ 2 200 livres à sec tandis qu'un câble en acier rond de même résistance et même longueur pèse 900 livres humides ou secs) augmente la capacité de chargement du navire. Sa surface moindre opposée au vent est un avantage. Le câble de fil de fer mesure la moitié de la taille du chanvre, en particulier lors de la remontée au vent. Pour le foc et le foc volant, sa petitesse et sa douceur permettent aux œillets (hanks) de glisser beaucoup plus librement. un gréement en câbles de fer, sauf en cas d'accident dure la vie du navire. Les câbles de fer en outre coûtent beaucoup moins cher que les chaînes ou les cordes de chanvre. Les câbles de cuivre sont employés comme paratonnerre et pour la mise à la terre, sur le mât d'un navire, les clochers, les grandes cheminées, etc.
Il demeure de nos jours des cordages réalisés à partir de fibres végétales. La majeure partie de cet équipement est désormais fabriquée en fibres synthétiques (polyester, polyamides ou polypropylènes).
D'autres cordages, en particulier ceux utilisés pour les manœuvres dormantes, sont réalisés à partir de fil de fer ou d'acier. Dans ce cas, ils sont zingués ou galvanisés pour limiter leur corrosion.
Certains cordages peuvent aussi associer une âme métallique à un corps synthétique.

#### Caractéristiques
Le principal avantage de ces nouveaux types de cordages est une meilleure résistance. Si l'on compare un cordage en chanvre et un cordage en fibre synthétique d'un même diamètre de deux centimètres, le premier a une charge de rupture de trois tonnes, et le second, de quatorze tonnes.
Les cordages synthétiques sont également plus résistants au pourrissement, moins perméables à l'eau et plus légers. De ce fait, ils sont aujourd'hui largement majoritaires à bord des embarcations. Toutefois, le cordage de chanvre reste utilisé à bord de Vieux gréements, comme le Belem ; ou bien en restauration nautique à l'image de l'Hermione

## Différentes constructions des cordages

### Tresse creuse
- Construction : Une tresse creuse (aussi appelée tresse plate, âme pure ou tresse simple) est composée de plusieurs fuseaux tressés entre eux.
- Utilisation : Elles sont généralement composées de 8, 12, 16, 24 (pour les flatline) ou, pour les surgaines, 32 fuseaux. Toutes ces tresses ont une grande facilité d'épissure, et celles réalisés dans des matériaux synthétiques tels que le dyneema ou le vectran ont une résistance très élevée pour un poids très faible.

### Double tresse
- Construction : Une gaine constituée d'une tresse et une âme elle aussi constituée d'une tresse d'où son nom de "double tresse".

## Types de cordages
Les différents types de cordages ont chacun un nom particulier et un emploi précis ; on peut en distinguer deux grandes familles : les cordages tressés (constitués d'une multitude de brins croisés, formant les fils de la gaine qui entourent d'autres fils désignés comme l'âme du cordage) et les cordages toronnés (constitués de fils de caret torsadés sur eux-mêmes pour former un ou plusieurs torons). Ces derniers peuvent être des cordages simples, appelés aussières (une seule opération permet de passer du fil de carret au cordage) ou des cordages composés réalisés en partant d'aussières.

### Cordages simples
Les cordages simples sont fabriqués directement à partir de fils de carret. Selon leur forme, ils portent des noms particuliers.
- Bitord.

Le bitord est un cordage constitué de deux fils de carret. L'un des usages les plus fréquents est celui de protéger d'autres cordages, par exemple du frottement. Le bitord est alors préparé à partir de vieux cordages.
- Merlin.

Le merlin est un petit cordage de 2 ou 3 fils de carret. Il sert pour coudre les ralingues, pour divers petits amarrages et des surliures.
- Luzin.

Le luzin est constitué de 2 fils de carret commis. Il sert à coudre les voiles. Il sert aussi pour de petits amarrages et des surliures.
- Lignerole

la lignerole est fabriquée à partir de deux fils de carret partagés en deux. Souvent tiré de vieux cordages; sert pour les surliures.
- Ligne

La ligne est composée de deux luzins. Elle sert pour les lignes de loch; mais aussi comme ligne de sonde ou ligne de pêche.
- Fil à voile.

Composé de deux fils de carret de 32 mètres (20 brasses) de long, ils servent à assembler les lés de toiles qui servent à constituer les voiles.
- Quarantenier

Le quarantenier est fabriqué à partir de trois petits torons. Ceux-ci sont constitués de 9 à 18 fils. Ils servent pour les empointures de ris, les enfléchures; etc.
- Toron.

Ce sont des cordons formés de fils de carret qui vont permettre de constituer les cordages. Ils sont tordus en sens inverse des fils qui les constituent.
- Aussière.

Ce sont les cordages les plus répandus à bord des navires du roi.
Les plus petites sont appelées quaranteniers. Ce sont des aussières à trois torons, eux-mêmes constitués de 6 ou 9 fils de carret. Leur circonférence varie de 8 à 10 centimètres.
Les aussières sont commises une seule fois, à l'aide de 3 torons, ce qui leur laisse une certaine souplesse.

### Cordages composés

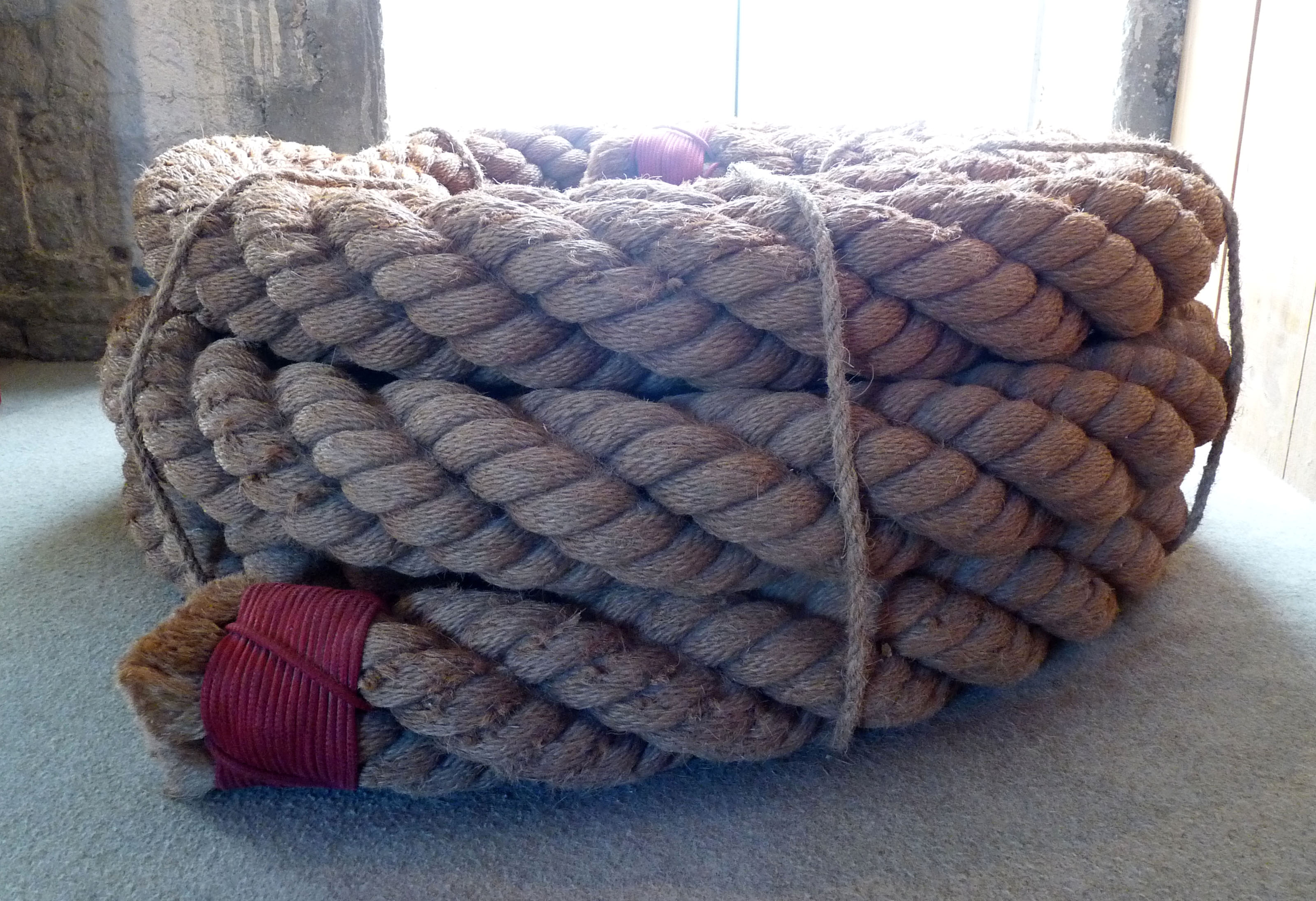
Exemple de grelin réalisé en fibre de coco.

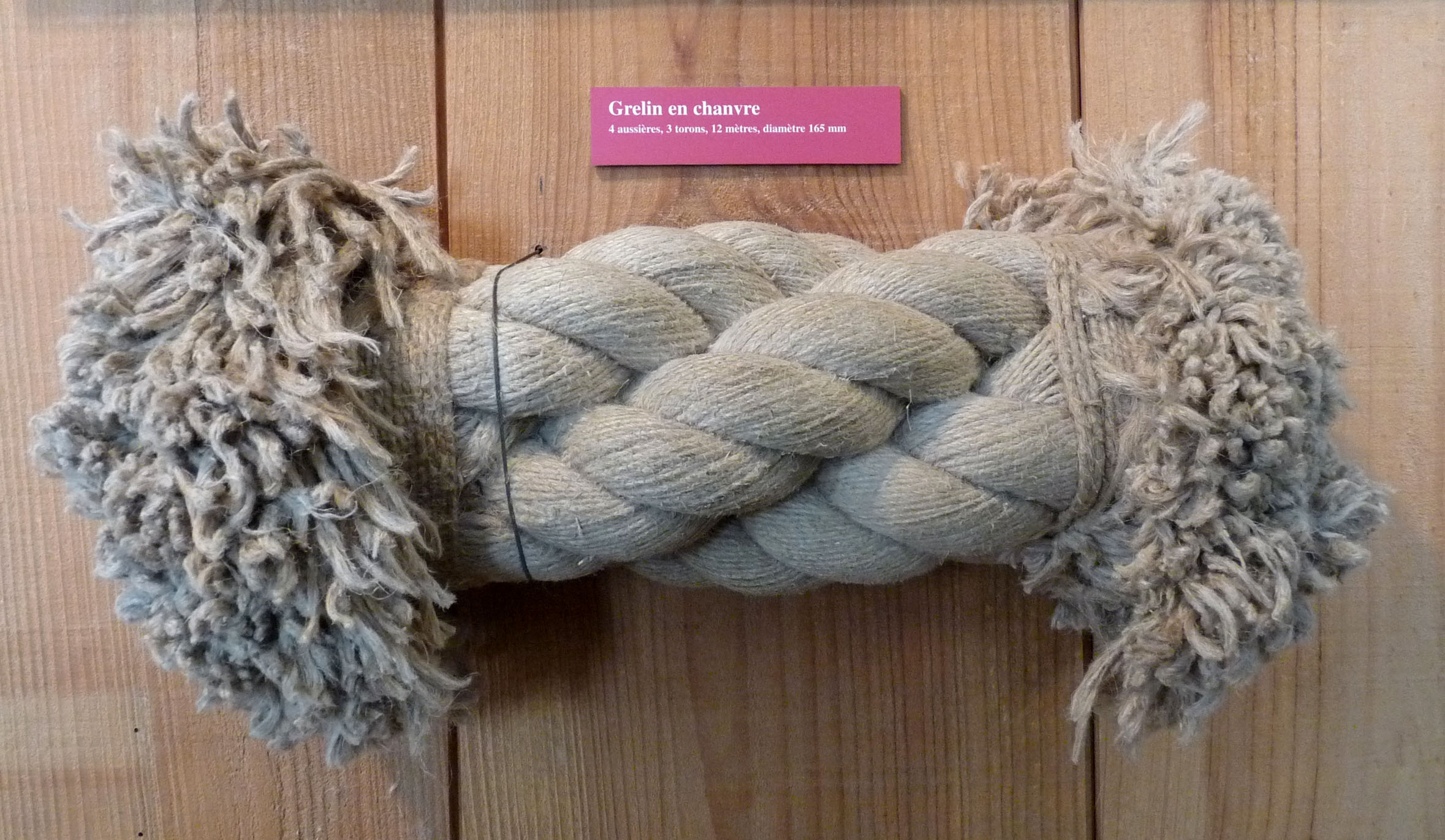
Exemple de grelin réalisé en chanvre. Il est composé de 4 aussières de 3 torons.

Les cordages composés sont fabriqués à partir de cordages simples. Il y a donc deux étapes dans leur fabrication.
- Grelin.

Les grelins sont composés de plusieurs aussières commises ensemble, trois ou quatre. Ils servent au remorquage ou à l'amarrage des navires. Selon leur utilisation, ils portent différents noms. Pour les ancres, ce seront des câbles; pour les grappins des galères, ce seront des gummes.
- Câble

Le câble est un grelin, mais d'une circonférence supérieure. Un grelin a une circonférence de 16 à 32 centimètres, le câble, de 32 à 65.